# أكسل ستراوس
أكسل ستراوس (بالألمانية: Axel Strauß)‏ هو عازف كمان ألماني وأمريكي، ولد في 1974.

## وصلات خارجية
- الموقع الرسمي
- أكسل ستراوس على موقع ميوزك برينز (الإنجليزية)